# Vanessa tameamea
Vanessa tameamea is een vlinder uit de familie Nymphalidae (vossen, parelmoervlinders en weerschijnvlinders). De spanwijdte bedraagt circa 50-60 mm.
De vlinder komt alleen voor in Hawaï, waar de soort onder andere te bewonderen is in de Amy B.H. Greenwell Ethnobotanical Garden. De vlinder draagt de Hawaïaanse naam 'Pulelehua' of 'Lepelepe'. Samen met Udara blackburnii zijn het de enige endemische vlinders van de eilandengroep.
De waardplant van de rupsen is Pipturus albidus (mamaki) uit de brandnetelfamilie (Urticaceae). De jonge rups bedekt zich met een blaadje dat wordt vast gesponnen op het lichaam om voor vogels onzichtbaar te zijn. De oudere rupsen voeden zich alleen 's nachts om te voorkomen opgegeten te worden.
De vlinders voeden zich met sappen van Acacia koa, een Hawaïaanse boom uit de familie Leguminosae. In de periode van november tot en met januari is de vlinder het talrijkst.
1. ↑  (en) Vanessa tameamea op de IUCN Red List of Threatened Species.